# Jacinthe
Jacinthe ist ein weiblicher Vorname.

## Herkunft und Bedeutung
Der Name ist die französische Variante von Hyazinth. Dieser Name wiederum leitet sich ab von der gleichnamigen Blume (oder dem gleichnamigen Edelstein), ursprünglich wohl vom griechischen hyakinthos.
Die männliche französische Variante lautet Hyacinthe.
Andere Varianten sind Jacintha (NL), Hyacinth, Jacinth (GB), Giacinta (I), Jacinta (P, ESP), Jasinta (D, NL).

## Bekannte Namensträgerinnen
- Kim Jacinthe Poirier (* 1980), kanadische Schauspielerin, Sängerin und Fernsehmoderatorin